# Copa Africana de Clubes Campeones 1968
La Copa Africana de Clubes Campeones de 1968 fue la 4.ª edición del torneo anual a nivel de clubes organizado por la CAF.
En el torneo participaron 20 equipos jugando un sistema de knock-out con juegos de ida y vuelta. El TP Mazembe de Zaire fue el vencedor del torneo por segunda vez.

## Ronda Preliminar
| Equipo 1        | Agr. | Equipo 2         | Ida | Vuelta |
| --------------- | ---- | ---------------- | --- | ------ |
| Etoile du Congo | w/o  | Mighty Blackpool | 1   |        |
| FAR Rabat       | w/o  | Augustinians FC  | 2   |        |
| Police          | w/o  | Cosmopolitans FC | 3   |        |
| Secteur 6       | 2-4  | US Ouagadougou   | 1-1 | 1-3    |

1 Mighty Blackpool abandonó el torneo. 

2 Augustinians abandonó el torneo. 

3 Cosmopolitans abandonó el torneo.

## Primera Ronda
| Equipo 1          | Agr. | Equipo 2          | Ida | Vuelta |
| ----------------- | ---- | ----------------- | --- | ------ |
| Abaluhya United   | 4-2  | Saint-George SA   | 1-1 | 3-1    |
| Africa Sports     | 6-41 | TP Englebert      | 2-0 | 4-4    |
| Etoile du Congo   | 4-6  | Oryx Douala       | 1-2 | 3-4    |
| FAR Rabat         | 3-0  | Foyer France      | 2-0 | 1-0    |
| Mighty Barrolle   | 1-4  | Conakry II        | 1-2 | 0-22   |
| Police            | 2-4  | Al-Mourada        | 1-1 | 1-3    |
| Stationery Stores | 4-43 | Cape Coast Dwarfs | 3-2 | 1-2    |
| US Ouagadougou    | 1-6  | Etoile Filante    | 1-4 | 0-2    |

1 Africa Sports fue expulsado del torneo por alinear 3 jugadores no inscritos en el torneo. 

2 Mighty Barolle fue descalificado después de que Liberia fuera suspendido por la FIFA. 

3 Stationery Stores ganó el criterio de desempate.

## Cuartos de final
| Equipo 1        | Agr. | Equipo 2          | Ida | Vuelta |
| --------------- | ---- | ----------------- | --- | ------ |
| Abaluhya United | 4-3  | Al-Mourada        | 3-0 | 1-3    |
| TP Englebert    | 5-0  | Oryx Douala       | 3-0 | 2-0    |
| FAR Rabat       | 2-21 | Stationery Stores | 1-0 | 1-2    |
| Etoile Filante  | 5-0  | Conakry II        | 3-0 | 2-02   |

1 se jugó un partido de desempate en Dakar; FAR Rabat ganó después de que el juego terminara 2-2. 

2 Conakry II abandonó antes del 2.º juego.

## Semifinales
| Equipo 1        | Agr. | Equipo 2       | Ida | Vuelta |
| --------------- | ---- | -------------- | --- | ------ |
| Abaluhya United | 2-4  | Etoile Filante | 2-0 | 0-4    |
| TP Englebert    | 4-2  | FAR Rabat      | 1-1 | 3-1    |

## Final
| Equipo 1     | Agr. | Equipo 2       | Ida | Vuelta |
| ------------ | ---- | -------------- | --- | ------ |
| TP Englebert | 6-4  | Etoile Filante | 5-0 | 1-4    |

## Campeón
| Bandera de República Democrática del Congo |
| TP Englebert 2º título                     |